# Bralewnica
Bralewnica – wieś w Polsce położona w województwie kujawsko-pomorskim, w powiecie tucholskim, w gminie Kęsowo.  Zachowany dwór i zabudowania gospodarcze z końca XIX wieku.

## Historia
Wieś i majątek ziemski, wzmiankowane w końcu XIII wieku jako posiadłość książęca podległa cystersom z Byszewa (33 włóki ~ ok. 560 hektarów).
Od roku 1335 do 1415 folwark ten należał do kasztelanii w Reczu (w tym czasie były to tereny państwa krzyżackiego, gdzie jednostką podziału terytorialnego były komturie, a nie kasztelanie – te istniały przed zaborem Pomorza przez Krzyżaków. Bralewnica leżała w komturstwie tucholskim, wcześniejsza kasztelania miała siedzibę w Raciążu niem. Reetz)
19 maja 1346 roku wieś zostaje lokowana na prawie chełmińskim, przez wielkiego mistrza zakonu krzyżackiego Heinricha Dusemer von Arfberg, odbiorcą dokumentu był Michil von Kossow.
W 1466 roku wieś należała do starostwa tucholskiego i tak pozostawała przez wiele następnych lat.
W 1753 roku majątek kupuje małżeństwo Jacob i Hedwig Klawitter, ale ze względu na przynależność do kościoła luterańskiego nie dostało na ten zakup zgody starosty tucholskiego. 10 maja 1758 zostali w związku z tym zmuszeni do oddania majątku na mocy decyzji sądu kościelnego w Kamieniu Pomorskim (Bistum Cammin) katolickim małżonkom Peter i Eva Rhode.
J. Klawitter zdał oficjalnie majątek 8 czerwca 1758 roku, jednak faktycznie, na mocy umowy z P. Rhode dostał go z powrotem w dzierżawę na następne 3 lata.
W roku 1765 na mocy dokumentu króla Stanisława Augusta Bralewnicę wydzierżawiono małżonkom Peter i Eva Rhode. Faktyczne przejęcie od J. Klawitter nastąpiło dopiero w roku 1766.
1768 zmarł Peter Rhode, a wdowa zleciła odpis aktu dzierżawy (częściowo zachowany) w sądzie grodzkim w Tucholi.
W styczniu 1769 Eva Rhode (z domu Schulz) wyszła za Andrzeja Prądzyńskiego z Żabna (świadkowie: Jakub Prądzyński z Żabna, Jan Tusiński z Dziedna i Ignacy Schulz z Jeleńcza), syna Ignacego, właściciela Żabna i Kl. Chelm w powiecie tucholskim.
W 1793 majątek miał 19 włók (później dokupiono Wilhelmsaue) i 42 mieszkańców, z których 8 podawało się za Niemców, 7 za Polaków, 7 za Kaszubów, a reszta nieznana.
W 1815 roku majątek stał się własnością Prądzyńskich, którzy w kolejnych latach stali się również właścicielami sąsiednich majątków np. Wałdowo, Mała Klonia, Adamkowo i Przyrowa.
W 1865 rozbudowano część gospodarczą, która pozostała bez większych zmian do dziś. Od 1815 do 1939 majętność pozostała w rękach rodziny Prądzyńskich i ich potomków. Ostatnią właścicielką Bralewnicy przed reformą rolną była Wanda Rakowska z d. Ossowska, wnuczka Leona Prądzyńskiego.
Od 1950 miejscowość administracyjnie należała do województwa bydgoskiego – również w latach 1975–1998, kiedy utrzymana została przynależność do tego województwa.